# El Saturn Records
La El Saturn Records è un'etichetta discografica statunitense specializzata in musica jazz, fondata nel 1955 da Alton Abraham e dal musicista jazz Sun Ra. L'etichetta è prevalentemente nota per la pubblicazione delle prime edizioni degli album di Sun Ra negli anni cinquanta e sessanta.

## Storia
All'inizio del 1956 l'etichetta iniziò ufficialmente l'attività pubblicando qualche 45 giri, inclusi quelli del gruppo doo-wop The Cosmic Rays e il singolo Saturn dell'Arkestra, per poi passare a produrre il primo LP a 33 giri nel marzo 1957 con Super-Sonic Jazz di Sun Ra. Attualmente la El Saturn viene considerata, insieme alla Debut Records di Charles Mingus e Max Roach, "una delle prime e più innovative etichette discografiche mai dirette da artisti". Spesso stampati in edizioni ridottissime di appena 75 copie, i primi dischi della Saturn erano confezionati in maniera amatoriale utilizzando copertine opera degli stessi artisti ed assemblati a casa di Abraham.
Attualmente la Saturn è proprietà di James Stubbs-Abraham & Alton Stubbs e parte del gruppo Universal Music Group. Recentemente, la El Saturn ha pubblicato nuovi dischi di generi musicali quali hip-hop e rap.